# Mörk skapania
Mörk skapania (Scapania obscura) är en levermossart som först beskrevs av H. Arn. och C. Jens., och fick sitt nu gällande namn av Victor Félix Schiffner. Mörk skapania ingår i släktet skapanior, och familjen Scapaniaceae. Enligt den finländska rödlistan är arten starkt hotad i Finland. Arten är reproducerande i Sverige. Artens livsmiljö är våtmarker i fjällen (myrar, stränder, snölegor).